# Тэмь
Тэмь — село в Братском районе Иркутской области России. Административный центр Тэмского сельского поселения.

## География
Находится на берегу залива Ия Братского водохранилища, примерно в 98 км к юго-юго-западу (SSW) от районного центра, города Братска, на высоте 417 метров над уровнем моря.

## Топонимика
Название населённого пункта происходит от эвенкийского тээм, тэму — плот, паром.

## Население
По данным Всероссийской переписи, в 2010 году численность населения села составляла 666 человек (311 мужчин и 355 женщин).

## Храмы
На территории населённого пункта находится Церковь Серафима Саровского Братской епархии.

## Улицы
Уличная сеть села состоит из 11 улиц.